# 圣但尼多日龙
圣但尼多日龙（法語：Saint-Denis-d'Augerons，法語發音：[sɛ̃ dəni doʒʁɔ̃]）是法国厄尔省的一个市镇，属于贝尔奈区。

## 地理
圣但尼多日龙（48°55'32"N, 0°28'26"E）面积4.27 平方千米，位于法国诺曼底大区厄尔省，该省份为法国北部内陆省份，北起滨海塞纳省，西接奧恩省和卡爾瓦多斯省，南至厄尔-卢瓦省，东临瓦兹省、瓦兹河谷省和伊夫林省。
与圣但尼多日龙接壤的市镇（或旧市镇、城区）包括：蒙特勒伊拉尔日耶、圣皮埃尔德塞尼耶尔、梅利库尔、阿梅勒圣母村、圣洛朗迪唐斯芒、韦尔讷斯。

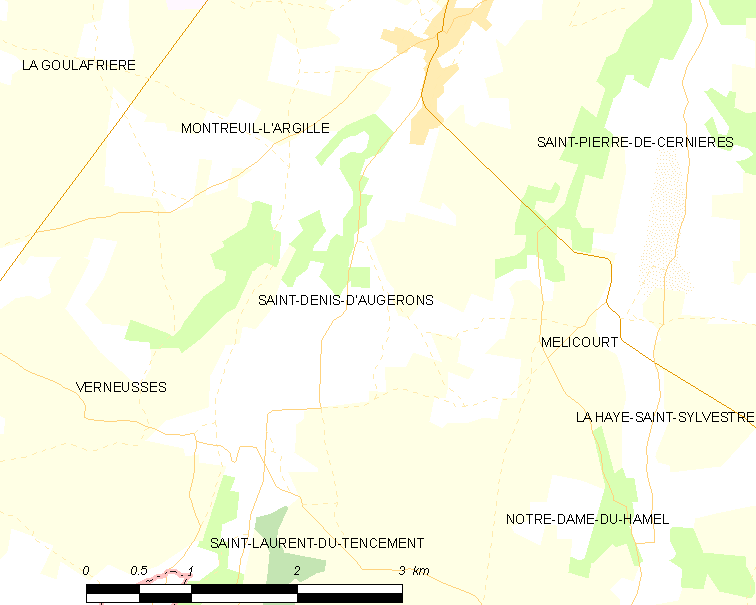
圣但尼多日龙的OSM定位图

圣但尼多日龙的时区为UTC+01:00、UTC+02:00（夏令时）。

## 行政
圣但尼多日龙的邮政编码为27390，INSEE市镇编码为27530。

## 政治
圣但尼多日龙所属的省级选区为布勒特伊县。

## 人口

1962-2008年间圣但尼多日龙人口变化图示

圣但尼多日龙于2022年1月1日时的人口数量为77人。